# Зловживання психоактивними речовинами

Порівняння шкоди від вживання різних психоактивних речовин, дані 2007 року.

Зловживання психоактивними речовинами (англ. psychoactive substance abuse) — немедична або неадекватна форма рекурентного споживання хімічних речовин, що впливають на настрій або поведінку людини. Термін «психоактивні речовини» застосовується як нейтральний і ємний для цілого класу речовин, заборонених та дозволених.
Такими речовинами зазвичай виступають наркотики (як дозволені, так і заборонені: амфетамін, кокаїн, канабіс, опіати, екстазі, ЛСД), алкоголь, а також психотропні лікарські засоби (транквілізатори, барбітурати).
Дебати з приводу практики вживання різних психоактивних речовин ведуться з давніх часів. Зловживання подібними речовинами негативно позначається на житті не тільки безпосередньо людей, які їх вживають, а й їхніх родичів і всього суспільства.
У 2010 році близько 5% людей (230 мільйонів) вживали заборонені речовини. З них 27 мільйонів мають високий ризик вживання наркотиків, інакше відомих як повторне вживання наркотиків, що завдає шкоди їхньому здоров’ю, спричиняє психологічні проблеми та/або спричиняє соціальні проблеми, які ставлять їх під загрозу цих небезпек. У 2015 році розлади, пов’язані з вживанням психоактивних речовин, призвели до 307 400 смертей, у порівнянні з 165 000 смертей у 1990 році. З них найбільша кількість розладів, пов’язаних із вживанням алкоголю – 137 500, розладами, пов’язаними з вживанням опіоїдів – 122 100 смертей, розладами, пов’язаними з вживанням амфетаміну – 12 200 смертей, і розладами, пов’язаними з вживанням кокаїну – 11 100.

## Термін
Термін «зловживання психоактивними речовинами» не використовується в Міжнародній класифікації хвороб (МКБ) внаслідок своєї двозначності. Аналогами в МКБ-10 є «згубне» або «небезпечне вживання психоактивних речовин» (англ. harmful use of psychoactive substances).
Деякими авторами замість терміна зі словом «зловживання» використовується (як більш нейтральний) «неправильне вживання психоактивних речовин» (англ. substance misuse).